# Rail One

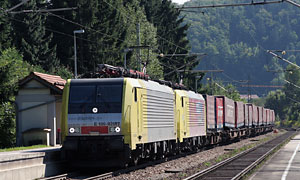
Treno in doppia trazione con locomotive Siemens ES 64 F4 noleggiate da RailOne il 28 agosto 2007

Rail One è stata un'impresa ferroviaria italiana fondata da Carlo Toto nel 2005, attiva nel settore del trasporto merci fino al 2015.
Concepita per istituire in Italia servizi di trasporto passeggeri ad alta velocità in concorrenza con Trenitalia, sul modello di quanto già attuato nel settore aereo dall'omologa Air One, in seguito alle vicende che videro l'accorpamento di quest'ultima in Alitalia la strategia nel settore ferroviario mutò, favorendo l'ingresso nel settore AV di Nuovo Trasporto Viaggiatori, concentrandosi nel trasporto merci.

## Settori di attività
Mutati gli scenari di mercato relativo al trasporto viaggiatori, la società è impegnata nella trazione di treni merci e nell'organizzazione di spedizioni per il cliente finale.

## Storia
L'impresa Rail One venne fondata nel 2005 dal gruppo Toto, con l'intenzione dichiarata di operare servizi ferroviari in concorrenza con Trenitalia nell'ambito del processo di liberalizzazione del mercato ferroviario. La sede legale della società, inizialmente denominata "TrainOne", venne stabilita a Chieti, con sede operativa a Roma.
Nel medesimo periodo furono dunque attuate una serie di corse prova allo scopo di abilitare il proprio personale e validare il Sistema di Gestione della Sicurezza. A tale scopo venne noleggiata la locomotiva D 752.507 di Sangritana.
Per l'organizzazione di servizi di trasporto passeggeri, in analogia a quanto già attuato nel settore aereo con la consociata Air One, si iniziò dunque a valutare l'acquisto di convogli ad alta velocità, concentrando la scelta fra i treni Bombardier Zefiro e Siemens Velaro.
Un esemplare di questo secondo modello fu oggetto di una presentazione a Rail One e Trenitalia nel 2006 a cura della stessa Siemens; nell'eventualità di un suo acquisto, RFI assegnò a tale ipotetico gruppo la classificazione come ETR 700.
I primi servizi dell'impresa, tuttavia, furono avviati sotto forma di trazione di treni merci, a carattere sperimentale con locomotive E.189 a noleggio dalla allora Dispolok e personale opportunamente abilitato per la condotta delle stesse.
Nel 2010, terminata ormai la concorrenza fra Air One e Alitalia e ordinati ad Alstom i nuovi treni ad alta velocità destinati a Nuovo Trasporto Viaggiatori, le attività risultavano concentrate esclusivamente sul traffico merci; a tale fine Rail One acquisì, approfittando della disponibilità di materiale di trazione non più utilizzato dalla cessata impresa Del Fungo Giera, acquistò la locomotiva Diesel G 2000-51, opzionando altresì alcune locomotive politensione E 474.
L'avvio di servizi veri e propri curati interamente da Rail One con materiale ferroviario avvenne a partire dal 2012 con un trasporto lamiere in rotoli da Verona Porta Nuova a Chiasso Smistamento e uno con carri chiusi fra Prato e Chieti, avviando dal 27 settembre dello stesso anno un servizio regolare fra Chieti e Melzo Scalo con cadenza bisettimanale in sinergia con Sangritana per la terminalizzazione presso l'Interporto di Jesi. Il primo servizio merci regolare fu attivato nel 2013 fra Melzo Scalo e Bari Lamasinata. Nel 2014 venne aggiunto un servizio intermodale fra Lamezia Terme e Livorno che si affiancava a quelli di collegamento fra Melzo, Chieti e Bari e a quelli svolti collaborazione con NordCargo sulla relazione Milano-Mantova. Nel medesimo anno è stata distaccata a Marcianise la G 2000 51 per le manovre dei nuovi servizi per il trasporto di casse mobili da Bologna San Donato destinate alla Polonia. Infine, fu avviato un trasporto di pietrisco fra Orvieto e Ospitaletto-Travagliato destinato a cantiere della costruenda linea AV Treviglio-Brescia.
Con un comunicato stampa, CFI - Compagnia Ferroviaria Italiana comunica in data 24 ottobre 2015 l'acquisizione della società di cargo ferroviario Railone dal Gruppo Toto per un valore di 8,6 milioni di Euro.

## Dati societari
La licenza di impresa ferroviaria merci in possesso di RailOne era la numero 39, rilasciata l'11 luglio 2005; il Certificato di Sicurezza per operare su rete RFI era stato rilasciato da Rete Ferroviaria Italiana il 10 luglio 2007. Nel 2014 operavano nell'ambito di Rail One circa 30 persone.

### Materiale di trazione
Avviati i propri servizi con materiale motore preso a noleggio, a partire dal 2010 l'azienda si è dotata di un proprio parco locomotive per far fronte ai principali servizi. In particolare Rail one dispone di:
- Tre locomotive elettriche Siemens ES 64 F4 classificate E 474 101-103, realizzate nel 2004 per FFS Cargo e in seguito acquisite dalla cessata impresa Del Fungo Giera (DFG); tali unità sono state consegnate all'impresa nel 2012[26][27] e soggette l'anno successivo a un ciclo di corse prova finalizzate all'immissione in servizio[28].
- Una locomotiva Diesel Vossloh G2000, classificata G 2000-51, costruita nel 2005 ed acquisita anch'essa dalla DFG[29][30].